# Agapetus orontes
Agapetus orontes är en nattsländeart som beskrevs av Malicky 1980. Agapetus orontes ingår i släktet Agapetus och familjen stenhusnattsländor. Inga underarter finns listade i Catalogue of Life.